# Waka (rivière du Gabon)
Pour les articles homonymes, voir Waka.
La Waka, aussi écrit Ouaka, est une rivière du Gabon et un affluent de la Ngounié.